# Stippe (Lack)
Stippen sind häufig auftretende Störungen in Lackierungen. Während das typische Erscheinungsbild der Stippen gut erkannt werden kann, sind die Ursachen dafür vielfältig.
Ein ähnliches Fehlerbild zeigen die sogenannten Gelteilchen, die von den Stippen unterschieden werden können, häufig aber zu den Stippen gezählt werden. Gelteilchen sind weich, flexibel ("gummiartig"), wohingegen Stippen hart sind.

## Erscheinungsbild
Stippen sind kleine, unerwünschte Erhöhungen im Lackfilm. Sie sind von Kratern zu unterscheiden, die unerwünschte Vertiefungen in der Lackoberfläche darstellen. Der Durchmesser einer einzelnen Stippe entspricht in etwa der Schichtdicke des fehlerhaften Lackes, also meist 20 bis 100 µm. Die die Stippen verursachenden Partikel müssen dabei im Durchmesser der Schichtdicke des Lackes entsprechen, um in der Lackoberfläche sichtbar zu sein. Bei der Ursachenforschung ist daher die richtige Schichtdicke zu beachten, z. B. bei der Lackierung oder einer Analysensiebung. Stippen können sowohl punktuell als auch gehäuft auftreten.

## Ursachen
Stippen können unterschiedliche Ursachen haben. So können Stippen durch den Einschluss von Fremdkörpern im Lackfilm entstehen, die z. B. durch Verunreinigungen der Lackierkabine in den Film gelangen können. Stippen können jedoch auch aus zur Lackformulierung gehörenden Partikeln entstehen, beispielsweise bei ungenügender Dispergierung der Pigmente oder zu großen Gel-Partikeln im Bindemittel.

### Formulierungsfehler
Stippen können durch die Verwendung falscher Rohstoffe entstehen, die in der Formulierung agglomerieren. Ähnlich verhält es sich beim Weglassen von notwendigen Rohstoffen (z. B. Entschäumer) oder der mangelhaften Stabilisierung der Pigmente, die dann reagglomerieren können (Flokkulation).

### Verfahrensfehler bei der Lackherstellung
Die falsche Reihenfolge bei der Einwaage von Rohstoffen oder die Verwechslung von Rohstoffen kann bereits zur Agglomeration oder Reaktion von Lackbestandteilen führen, die im fertigen Lack nicht aufgetreten wäre. Fehlerhafte Prozessparameter und/oder Fertigungsbedingungen können ebenfalls zu Stippen führen. Hier ist besonders die Dispergiertemperatur hervorzuheben, da eine zu hohe Dispergiertemperatur zum Gelieren des Bindemittels führen kann, wohingegen bei einer zu niedrigen Dispergiertemperatur Pigmentagglomerate im System verbleiben. Beides führt zu Stippen.

### Verfahrensfehler bei der Lackapplikation
Bei der Verarbeitung des Lackes sind ebenfalls die Umgebungsbedingungen wichtig. Diese können zu Stippen und anderen Fehlerbildern führen, auch wenn das Lackmaterial selbst in Ordnung ist. Insbesondere sind hier die Temperatur und die Luftfeuchtigkeit, aber auch der Abstand der Spritzpistole zur Oberfläche zu nennen. Sind diese Parameter nicht auf den jeweiligen Lack abgestimmt, kann vorgehärtetes Material in die gleichzeitig applizierte Lackschicht gelangen. Ebenso möglich ist die Verursachung von Kratern durch bereits getrockneten Spritznebel, der in den trocknenden Lack fällt. Darunter versteht man sehr fein verteiltes Lackmaterial, welches das Werkstück bei der Lackierung nicht erreicht und in der Raumluft verbleibt. Der Lack kontaminiert sich bei diesem Fehlerbild sozusagen selbst.

### Lagerung
Bei der Lagerung von Lacken, insbesondere von Pulverlacken, kann es je nach Lagertemperatur und -dauer zur Vorreaktion von Lackmaterial kommen. Dabei bilden sich größere, gelierte Partikel, die dann bei der Applikation nicht mehr in den Lackfilm eingebaut werden können.

## Analyse
Ob die Ursache für die Stippen in der Produktion oder in der Formulierung zu suchen ist, lässt sich durch eine mikroskopische Untersuchung der Stippe selbst, aber auch des Filtrats einer Analysensiebung feststellen. Gegebenenfalls kann eine Infrarotspektroskopie zur Identifizierung des kontaminierenden Materials durchgeführt werden.

## Fehlerbehebung
Das kontaminierte Lackmaterial kann durch Filtration teilweise aufgearbeitet werden. Die gestaltet sich aber insbesondere bei den elastischeren Gelteichen als schwierig, so dass hier eine Tiefenfilterung notwendig wird. Fehlerhafte Beschichtungen müssen in der Regel geschliffen und überlackiert werden, in seltenen Fällen ist auch Polieren ausreichend.
Präventiv kann eine Sauberkeitsprüfung des Lackmaterials vor der Applikation durchgeführt werden. Ebenfalls der Prävention dient die ständige Kontrolle der Lagerhaltung, so dass kein Lackmaterial zu lang gelagert werden kann.